# Pumanque
Pumanque is een gemeente in de Chileense provincie Colchagua in de regio Libertador General Bernardo O'Higgins. Pumanque telde 3.421 inwoners in 2017 en heeft een oppervlakte van 441 km².